# L'Heure du loup (film)
Pour les articles homonymes, voir L'Heure du loup.
Pour plus de détails, voir Fiche technique et Distribution.
L'Heure du loup (Vargtimmen) est un film suédois réalisé par Ingmar Bergman, sorti en 1968. Ce film peut être classé dans le genre de l'horreur gothique.

## Synopsis
Johan Borg, peintre, et sa femme, Alma, s'établissent sur une île. Tous deux vivent là, isolés du monde. Un jour, Alma, sur les conseils d'une vieille dame sortie de nulle part, ouvre le journal intime de son mari. Elle y découvre ses fantasmes et les cauchemars qui hantent ses nuits.

## Fiche technique
- Titre : L'Heure du loup
- Titre original : Vargtimmen
- Réalisation : Ingmar Bergman
- Scénario : Ingmar Bergman
- Producteur : Lars-Owe Carlberg
- Musique : Lars Johan Werle
- Directeur de la photographie : Sven Nykvist
- Montage : Ulla Ryghe
- Décors : Marik Vos-Lundh
- Costumes : Mago
- Ingénieurs du son : P.O. Pettersson, Lennart Engholm
- Pays d'origine : Suède
- Format : Noir et blanc - 1,33:1 - Mono - 35 mm
- Genre : Drame
- Durée : 90 minutes
- Date de sortie : 19 février 1968
- Affiche : Raymond Elseviers (Belgique)

## Distribution
- Max von Sydow : Johan Borg
- Liv Ullmann : Alma Borg
- Gertrud Fridh : Corinne von Merkens
- Erland Josephson : Baron von Merkens
- Ingrid Thulin : Veronica Vogler
- Georg Rydeberg : Lindhorst
- Naïma Wifstrand : la vieille femme au chapeau
- Lenn Hjortzberg : Kreisler
- Mikael Rundquist : le garçon du rêve
- Mona Seilitz : la fausse Veronica
- Folke Sundquist (non crédité) : Tamino